# The Muppet Show (quadrinhos)
The Muppet Show é uma série de histórias em quadrinhos americana baseada na série de televisão de mesmo nome, criado por Jim Henson. A série foi escrita e desenhada por Roger Langridge e publicada pela Boom Kids!, uma marca da Boom! Studios. Em 2011, o Boom! a licença com a Disney Publishing Worldwide expirou. A própria subsidiária de publicação de quadrinhos da Disney, Marvel Comics, rebatizou a série Muppets e publicou quatro edições em 2012.

## Edições
Roger Langridge originalmente fez uma prévia especial para a história em quadrinhos que originalmente seria usada na revista Disney Adventures, que foi cancelada em novembro de 2007.
- Prévia especial - O show está prestes a começar e Kermit, o Sapo, pensa que a estrela convidada ainda não apareceu, quando Caco ouve uma batida na porta. Quando ele abre a porta, ele encontra um bebê. O show continua enquanto eles tentam acalmar o bebê. Eventualmente, o "bebê" revela que ele não é realmente um bebê, mas o ator convidado programado é Babyface Magee, Midget Acrobat. Ele foi atingido na cabeça e deixou o ga-ga, recuperando a consciência apenas alguns minutos atrás. O culpado acabou sendo Sweetums em uma tentativa de tomar o lugar de Babyface Magee. Sweetums é encontrado no palco cantando durante o número final, onde ele então revela que sua mãe está na platéia e ele queria surpreendê-la. Caco, o Sapo, tenta pensar em uma maneira de dar a Sweetums algo para fazer que não envolva cantar, e logo o contrata para jogar tijolos em intrusos.
  - Personagens - Kermit the Frog, Miss Piggy, Fozzie Bear, Gonzo the Great, Scooter, Statler e Waldorf, Sweetums, Bunsen Honeydew, Beaker, The Rodent Doo-Wop All-Stars, Babyface Magee, Mamãe de Sweetums, Mildred Huxtetter, Zoot, Janice, Link Hogthrob, Dr. Julius Strangepork, Whatnots, Pigs, Generic Muppet Monsters, Bird Dancers, Bert from Sesame Street

Os primeiros arcos de dois andares foram renumerados de Um, isso foi alterado após o segundo arco de história.

### Conheça os Muppets (4 edições)
- Edição # 1: Kermit's Story  - quando Kermit recebe uma carta misteriosa e começa a dedilhar uma velha melodia em seu banjo, Robin percebe que seu tio sente falta do pântano. Com o seu amado líder na lixeira, toda a gangue Muppet faz o possível para tentar melhorar o ânimo de Kermit. O elenco tenta animar Kermit, mas no final, é a insistência de Robin para que seu tio toque até o final de "The Pond Where I Was Born" em seu banjo que finalmente ajuda Caco a perceber que, embora o teatro seja sua casa agora, a lagoa "sempre será uma parte de mim. Onde quer que eu deva vagar. " Outros sketches incluem um "Muppet News Flash", um novo número musical chamado "Bang, Boom, Splat and Pow", um segmento de culinária com o Chef sueco e "Pigs in Space".
  - Personagens - Kermit the Frog, Miss Piggy, Fozzie Bear, Gonzo the Great, Scooter, Robin the Frog, The Muppet Newsman, Statler e Waldorf, the Medium, Pops, Floyd Pepper, Four Little Hop-Toads, Rowlf the Dog, the Zimmer Gêmeos, Criatura Koozebaniana masculina, Criatura Koozebaniana feminina, Chef sueco, Sam Eagle, Beauregard, Link Hogthrob, Dr. Julius Strangepork, Zoot
- Edição # 2: Fozzie's Story - Quando a Convenção de Fabricantes de Queijo se apaga no número de comédia de Fozzie Bear, ele tenta se reinventar olhando para o passado em busca de inspiração. Infelizmente, sua homenagem shakespeariana termina em tragédia, sua rotina de music hall o leva ao número do "Hospital Veterinário" quando Miss Piggy descobre que Kermit cancelou seu número "Suffragette, Crepe Suzette" para ele, e uma performance pastelão concebida por Gonzo sai ele com nada além de torta em seu rosto. Mas quando Rowlf sugere, durante um esboço de última hora do beatnik, que Fozzie seja apenas ele mesmo, o urso realmente consegue, levando até Statler e Waldorf à gargalhada! Outros esboços incluem um número musical chamado "In My Merry Oldsmobile", de Johnnie Steele e Lucille, "The Ubiquitous Quilp" e "Pigs in Space".
  - Personagens - Fozzie Bear, Kermit the Frog, Gonzo the Great, Miss Piggy, Scooter, Rowlf the Dog, Statler e Waldorf, Bunsen Honeydew, Beaker, Janice, Johnnie Steele e Lucille, Humorous Cheese, the Ubiquitous Quilp, Crocodile, Rats, Link Hogthrob, Dr. Julius Strangepork
- Edição # 3: Gonzo's Story - Osbert J. Smedley, o agente de seguros do teatro, vem ao teatro para alguns questionamentos de rotina. Um Kermit ocupado faz Scooter responder às perguntas de Smedley. O Sr. Smedley precisa saber de que espécie é todo mundo no teatro, mas Scooter não tem certeza do que é Gonzo. Scooter pergunta a Gonzo o que ele é, mas Gonzo afirma que nunca tinha realmente pensado nisso antes. Scooter pergunta por aí, mas ninguém mais tem certeza. Eventualmente, Rizzo chega à conclusão de que Gonzo é um "Gonzo". Scooter dá a resposta a Smedley, mas depois de perceber quem é Gonzo, ele percebe que ter Gonzo no cinema aumentaria o prêmio em até cinco mil por cento. Gonzo garante a um nervoso Smedley que sua atuação é isenta de riscos e se oferece para deixar Smedley testar sua atuação, o que envolveria Smedley entrar em um canhão. Um assustado Smedley afirma então que houve um erro e que a seguradora deve ao teatro 32 centavos, e sai correndo pouco antes do grande final, que acaba mandando Gonzo para o hospital. No hospital, Scooter implora a Gonzo que lhe diga o que ele é. Resposta de Gonzo: "Sou um artista." Outros esboços incluem "Chicken Lake" de Gonzo and the chickens, "Bear on Patrol", "Gumshoe McGurk, Private Eye" com Gonzo no papel-título, "Pigs in Space", "Twinkle Twinkle Little Rat" com Gonzo, Rizzo, e os ratos, e "Extravagonzo!" (o final com Gonzo sendo disparado de um canhão).
  - Personagens - Gonzo, o Grande, Kermit, o Sapo, Miss Piggy, Urso Fozzie, Scooter, Rizzo, o Rato, Camila, a Galinha, Statler e Waldorf, Osbert J. Smedley, Sam, a Águia, Marsupial, O Fantasma Mascarado e seu sobrinho, Link Hogthrob, Bunsen Honeydew, The Swedish Chef, Animal, Floyd Pepper, Béquer, Dr. Julius Strangepork, Space Bug, Galinhas, Ratos
- Edição 4: Piggy's Story - A atriz convidada é Madame Rhonda, uma médium. Ela dá fortunas para vários Muppets nos bastidores. Quando ela lê a fortuna de Miss Piggy, ela diz a ela que perderá algo valioso e verde, referindo-se ao seu dinheiro (pois ela pega a bolsa de Piggy quando Piggy não está olhando), mas ela acha que Madame Rhonda está falando sobre Kermit. Miss Piggy logo fica com ciúmes ao ver Kermit conversando com as outras mulheres Muppets. Enquanto isso, Kermit, que não acredita na previsão do futuro de Madame Rhonda, acaba deixando Fozzie e Gonzo convencê-lo a fazer a previsão do futuro. Mais tarde, Kermit, Miss Piggy e Madame Rhonda acabam na prisão, enquanto um policial explica o que aconteceu com seu chefe. Como mostrado em forma de flashback, Miss Piggy vê Madame Rhonda lendo a palma da mão de Kermit e golpes de caratê em ambos. Miss Piggy então descobre que Madame Rhonda havia levado sua bolsa. Madame Rhonda admite que seus poderes psíquicos são uma farsa, e Kermit decide não apresentar queixa contra Miss Piggy por golpeá-lo com caratê. Como o teatro fica a uma curta distância, ele decide voltar com Miss Piggy, mas então eles se lembram de que Miss Piggy deve estar no número final. Eles voltam correndo para o teatro bem a tempo de Miss Piggy cantar a linha final. Outros esboços incluem "Um Editorial de Sam, a Águia" girando em torno da credulidade, "Hospital Veterinário", esboço das Casas Falantes, esboço do Laboratório Muppet e "Porcos no Espaço"
  - Personagens - Miss Piggy, Kermit the Frog, Fozzie Bear, Gonzo the Great, Scooter, Rowlf the Dog, Statler e Waldorf, Sam Eagle, Madame Rhonda, Janice, Floyd Pepper, Rizzo the Rat, Animal, Link Hogthrob, Annie Sue, Lew Zelândia, Bunsen Honeydew, Beaker, Sweetums, Talking Houses, Beauregard, Dr. Julius Strangepork, Officer Hogg, Porcos, Bigfoot

### The Treasure of Peg-Leg Wilson (4 edições)
- Edição nº 1: Animal, Vegetal, Mineral - Scooter descobre documentos antigos que revelam que um tesouro está escondido em algum lugar dentro do Teatro Muppet, e quando Rizzo, o Rato, ouve isso, a notícia se espalha como um incêndio. Animal começa a agir de forma muito estranha - agora ele é refinado e bem-educado! Enquanto isso, Kermit está agindo de forma suspeita e legal. Os esboços incluem "Muppet Sports", um segmento de culinária do Chef sueco, Wayne e Wanda cantando "When the Lusitania Went Down", "Muppet Labs", "Pigs in Space", "At the Dance" e um número musical de Miss Piggy apoiado por Dr. Teeth e Electric Mayhem com o baterista convidado especial Ninja Rogers.
  - Personagens - Kermit the Frog, Miss Piggy, Fozzie Bear, Gonzo the Great, Scooter, Rizzo the Rat, Animal, Dr. Teeth, Floyd Pepper, Zoot, Janice, Beauregard, Pops, Ninja Rogers, Louis Kazagger, Gladys, Chef sueco, Sam Eagle, Wayne e Wanda, Bunsen Honeydew, Beaker, Lew Zealand, Statler e Waldorf, Link Hogthrob, Dr. Julius Strangepork, Ringmaster, Mitch Dumpling, Scorchy Brownfinger, Tarzan, Walrus, Canguru, Ratos, Whatnots, Porcos
- Questão 2: You May Meet a Stranger - hipnotizador Creepy McBoo tenta curar Animal. Kermit volta e revela que contratou o sósia Kismit para agir como ele para um esboço. The Electric Mayhem tenta trazer Animal de volta ao seu estado louco. Mahna Mahna se apresenta com os Snowths.
  - Personagens - Kermit the Frog, Miss Piggy, Rizzo the Rat, Gonzo the Great, Sweetums, Animal, Floyd Pepper, Janice, Zoot, The Muppet Newsman, Bunsen Honeydew, Beaker, Hillbillies, Mahna Mahna, The Snowths, Annie Sue, Link Hogthrob, Fozzie Bear, Scooter
- Questão # 3: Follow the Money - devido ao tesouro enterrado, Kermit decide ter um número de fechamento com tema pirata . Ele instrui Gonzo a ir à biblioteca e fazer algumas pesquisas sobre quem era Peg-Leg Wilson. Enquanto isso, é revelado que Kismet e Rizzo estão trabalhando juntos e planejando dividir o tesouro, mas então Kismet decide que vai dividi-lo com quem encontrar o tesouro primeiro, que podem ser os anões que ele tem trabalhando para ele. Kismet também revela que está atrás das joias de Miss Piggy. Kismet vai ao resgate de Piggy em um melodrama "The Perils of Piggy" e diz a ela que quer vê-la em suas joias. Miss Piggy logo está vestida com muitas joias de ouro, mas os anões correm atrás dela. Eles logo percebem que o ouro e as joias são falsos e a deixam trancada atrás da parede. Com Miss Piggy aparentemente desaparecida, Link convence Kermit a usar o Piggy robótico que estava no esboço "Pigs in Space" do programa durante o número de encerramento "HMS Pinafore", no qual o elenco canta "Eu sou o próprio modelo de um general moderno", usando um conjunto muito caro para empréstimo. Infelizmente, o robótico Piggy fica louco e destrói o aparelho, custando a Caco milhares de dólares. Enquanto isso, The Electric Mayhem tenta fazer Animal voltar ao normal, instruindo-o a acertar várias pulgas jogadas em sua bateria, esperando que ele se torne um baterista selvagem novamente. No entanto, Animal se tornou budista e não tem permissão para prejudicar os seres vivos. As pulgas atuaram na bateria de Animal "Julius Prunes Amazing Flea Circus" e mais tarde deram a Animal um troféu por ser o único cara que foi gentil com elas.
  - Personagens - Kermit, o Sapo, Miss Piggy, Gonzo, o Grande, Kismet, o Sapo, Urso Fozzie, Rizzo, o Rato, Ratos, Anões, Animal, Dr. Dentes, Floyd Pimenta, Janice, Link Hogthrob, Dr. Julius Strangepork, Statler e Waldorf, Mildred Huxtetter, Uncle Deadly, Wayne, Julius Prune, Pulgas, Mel de Bunsen, Béquer, Sweetums
- Questão # 4: Be It Ver So Humble. . . - A busca pelo tesouro começa a causar danos ao Teatro Muppet. Enquanto isso, The Electric Mayhem decide deixar Animal como seu baterista, substituindo-o por MAMMA. Um triste Animal relembra que Bunsen disse a ele que ele pode parar seu tratamento quando quiser, e Animal desiste de seus comprimidos, rapidamente voltando ao normal. Caco encontra Rizzo e o lembra de que o Teatro Muppet é mais do que apenas um teatro, é a casa de Rizzo. Rizzo tenta dizer aos outros ratos para pararem, mas eles não ouvem. Enquanto isso, Kismet engana Bunsen e Beaker para que ele deixe o laboratório para que ele possa roubar a última invenção de Bunsen, os óculos de raio-x, e usá-la para encontrar o tesouro. Kismet descobre que o tesouro está no porão. No entanto, assim que ele encontra o tesouro, Miss Piggy aparece com um policial dizendo-lhe para prender Kismet por substituir suas joias por peças falsas e gastas. Kismet diz a ela que os originais também são falsos, mas Piggy está ciente disso. Ela apenas pensava que as suas eram as melhores falsificações que o dinheiro poderia comprar. Um monstro chamado Rumpelstiltskin recebe ordens de um anão para quebrar um pilar, o que destruirá todo o Teatro Muppet e tornará o tesouro fácil de encontrar (sem saber que foi encontrado). Kermit, Fozzie e Gonzo lhe dizem que se ele quiser quebrar o teatro, ele terá que passar por eles. Rumpelstiltskin está prestes a fazê-lo de qualquer maneira, até que Miss Piggy informe a todos que o tesouro foi encontrado. Quando eles estão prestes a abrir o baú do tesouro, Animal atravessa o teatro em uma bola de construção, destruindo o Teatro Muppet. Tudo o que está na arca do tesouro são cartas escritas por Peg-Leg Wilson e sua esposa que, após ler as cartas, os faz perceber que o próprio Teatro Muppet era o tesouro. Logo, os selos em todas as cartas acabam valendo exatamente a mesma quantia que os custos para consertar o Muppet Theatre, e Kermit decide levar The Muppet Show para a estrada, mas só pode se dar ao luxo de viajar para quatro cidades. Outros esboços incluem "Guia de um sapo jovem para coleta de selos", "Laboratórios de Muppet", "Hospital Veterinário" e um ato de Gonzo.
  - Personagens - Kermit the Frog, Miss Piggy, Fozzie Bear, Gonzo the Great, Rizzo the Rat, Bunsen Honeydew, Beaker, Animal, Rowlf the Dog, Dr. Teeth, Floyd Pepper, Janice, Zoot, Kismet the Toad, Scooter, Dwarves, Rumpelstiltskin, Statler e Waldorf, MAMMA, Robin the Frog, Sweetums, Rats, Camilla the Chicken, Vince Shabby, Peg-Leg Wilson

Depois de "Peg-Leg Wilson", a história em quadrinhos do The Muppet Show continuou como uma série contínua e começou com um novo # 0.

### Série em andamento

#### Pigs in Space: The Movie (1 edição)
- Edição # 0 - Fozzie e Rizzo tentam lançar uma ideia de filme para "Pigs in Space" para um grupo de produtores de cinema (que no final acabaram sendo Statler e Waldorf).
  - Personagens - Fozzie Bear, Rizzo the Rat, Link Hogthrob, Miss Piggy, Dr. Julius Strangepork, Statler e Waldorf, The Muppet Newsman, Kermit the Frog, Koozebanians, Dr. Teeth and the Electric Mayhem, Sweetums, Bunsen Honeydew, Beaker, Galinhas, Gonzo o Grande

#### On the Road (3 questões)
- Edição # 1: Watch That Tiger - Com o Teatro Muppet em desordem após os eventos de "O Tesouro de Peg-Leg Wilson", a gangue Muppet decide levar seu show para a estrada enquanto o Teatro Muppet está sendo reconstruído. O mundo está pronto para os menestréis Muppet viajantes? "The Muppet Roadshow" faz sua primeira parada em Little Gideon, Ohio. Miss Piggy está com medo de que o show não funcione sem um teatro, e Kermit, o Sapo, está preocupado em não ganhar dinheiro suficiente para pagar o Sr. Weazell (que é o dono do terreno onde eles estão se apresentando). Para piorar a situação, Fozzie decide agir solo e um tigre escapou. O Muppet Roadshow pode ganhar uma audiência ... e mais importante, um lucro? Outros esboços incluem uma versão em estilo de medicina patenteada de "Veterinarian's Hospital", "Country Cooking with The Swedish Chef", uma performance de "Whispering" de Sweetums e Robin the Frog apoiada por The Acoustic Mayhem, um "Muppet News Flash", um versão de "The Muppet Show Theme", e um breve backup chamado "Alphabear" apresentando o ato solo de Fozzie.
  - Personagens - O Muppet Newsman, Kermit the Frog, Miss Piggy, Gonzo the Great, Bags O'Gravy, Fozzie Bear, Hillbilly Cousins of Statler e Waldorf, Robin the Frog, Sweetums, Rowlf the Dog, Dr. Julius Strangepork, Mister Weazell, Sam Eagle, Rizzo, o Rato, Galinhas, Chef Sueco, Ogro, Scooter, Statler e Waldorf
- Questão 2: Sua loucura, Clint Wacky! - Os Muppets contratam Clint Wacky como substituto temporário de Fozzie, e os Muppets também contratam os escritores de Clint Wacky, Sr. Stadler e Sr. Waltorf. Eles se apresentam em Little Statwald, lar de apenas duas famílias (as famílias de Statler e Waldorf). Clint Wacky conta piadas insultuosas que o público gosta, mas Kermit e Scooter decidem que não querem que o show seja conhecido por insultar o público. Scooter se oferece para escrever um novo material para o Sr. Wacky, mas Clint recusa, afirmando que ele receberá uma compensação se seu material for reescrito ou se ele for demitido, mas uma vez que Clint Wacky pode desistir a qualquer momento, os Muppets tentam encontre uma maneira de fazê-lo partir. Eventualmente, Rizzo, o Rato, leva Clint a pensar que Hollywood finalmente o quer, e Clint sai correndo. No entanto, isso significa que o show está sem um comediante de encerramento. Como Scooter escreveu bastante material de comédia, ele sobe no palco. No começo ele não teve sorte, mas o Dr. Teeth disse para ele perder o roteiro e improvisar, e Scooter acabou tendo sucesso com o público. Outros esboços incluem "The Woodland Gerbils", "Pigs in Space", "The Talking Caravans" e Fozzie Bear em "Garbage".
- Questão 3: Box Clever - Os Muppets finalmente retornam ao Muppet Theatre e fazem seu primeiro show no recém-reconstruído Muppet Theatre. Um pacote endereçado a Fozzie (que ainda não voltou) chega também. Os vários Muppets querem saber o que há no pacote, mas Caco sugere que esperem até que Fozzie volte. Eventualmente, é decidido colocar o pacote no porão, mas todos (incluindo Caco) se esgueiram para tentar abri-lo. Eventualmente, eles decidem abrir o pacote. Acontece que Fozzie estava no pacote (ele tinha dinheiro suficiente para enviar ele mesmo, mas por engano endereçou a si mesmo) e Fozzie se juntou aos Muppets para o número final. Statler e Waldorf estão animados com o retorno de Fozzie para que possam jogar coisas nele. Enquanto isso, Gonzo decide arrecadar dinheiro para caridade viajando de várias maneiras (cobertas por Louis Kazagger), incluindo correr, mover a banheira e canhões. Ele volta ao Teatro Muppet durante o número de encerramento. Gonzo planejava dar o dinheiro para a "Chessington Wasp Society". Mas devido a um escândalo, Gonzo muda de ideia. Fozzie sugere dar o dinheiro a uma instituição de caridade para patrocinadores de teatro cavalheiros aposentados. Outros esboços incluem "Muppet Labs", "Veterinarian's Hospital", "Pigs in Space" e "At the Dance".
  - Personagens - Kermit, o sapo, Miss Piggy, Pops, Scooter, Louis Kazagger, Gonzo the Great, Camilla the Chicken, Beauregard, Statler e Waldorf, Bunsen Honeydew, Beaker, Janice, Dr. Teeth, Rowlf the Dog, Gorgon Heap, Rizzo the Rato, Mildred Huxtetter, Sweetums, Link Hogthrob, Dr. Julius Strangepork, Animal, Floyd Pepper, Frankenstein

#### Family Reunion (4 questões)
- Edição nº 4 - A primeira edição deste arco mostra o retorno da irmã gêmea de Scooter, Skeeter (de Muppet Babies). Outros esboços incluem "Samlet", "Muppet Labs" e "Pigs in Space".[3]
  - Personagens - Kermit, o sapo, Scooter, Skeeter, Seres celestiais, Miss Piggy, Fozzie Bear, Gonzo the Great, Bunsen Honeydew, Beaker, Gary Mayo, Sam Eagle, Pops, Anson Anderson, Sweetums, Link Hogthrob, Dr. Julius Strangepork
- Edição nº 5 - Os sobrinhos da Srta. Piggy, Andy e Randy Pig, vêm ficar uma semana. Eles recebem algumas tarefas menores para fazer e eles conseguem bagunçar todas elas. Também nesta edição estão uma canção da Baby Band de Bobby Benson chamada "The Girl with the Goo-Goo Eyes", um segmento de culinária com o Chef sueco, uma visita ao planeta Koozebane, "Veterinarian's Hospital", "Pigs in Space" e o número de fechamento "Pigmalion".
  - Personagens - Seres Celestiais, Kermit, o Sapo, Miss Piggy, Andy e Randy Pig, Skeeter, Scooter, Bobby Benson, Os Bebês, Chef sueco, Rowlf, o Cachorro, Janice, Link Hogthrob, Urso Fozzie, Gonzo, o Grande
- Questão 6 - Skeeter e Robin acreditam que Robin está sendo enviada para um orfanato. Também nesta edição estão "Walk Like a Chicken" com Gonzo e as Galinhas, The Frog Scouts em uma produção totalmente mímica de "Death of a Salesman", Wayne e Wanda cantando "Mighty Like a Rose", "Pigs in Space", e um número de encerramento com Kermit e Robin, apoiado por Dr. Teeth and the Electric Dustbin, bem como uma aparição do primo de Beauregard, Mo.[4]
  - Personagens - Kermit, o sapo, Robin, o sapo, Seres celestiais, Skeeter, Cross-Eyed Woman, Miss Piggy, Fozzie Bear, Scooter, Gonzo the Great, Galinhas, Frog Scouts, Wayne e Wanda, Beauregard, Floyd Pepper, Zoot, Link Hogthrob, Dr. Julius Strangepork, The Gogolala Jubilee Jugband, Dr. Teeth, Janice, Animal, Primo Mo
- Edição # 7 - A mãe de Fozzie aparece no teatro para arrumar um velho conhecido da infância de Fozzie. Fozzie disse à mãe que era um detetive famoso e tinha namorada. Ele então deve fingir ser um detetive e faz Skeeter fingir ser sua namorada. Outros esboços incluem "Wormwood in Bohemia", um poema de Rowlf, "Pigs in Space", "Sweet, Sweet Music" e "The Adventures of Baron Munchfozzen".
  - Personagens - Kermit, o Sapo, Urso Fozzie, Seres Celestiais, Skeeter, Rizzo o Rato, Ma Urso, Wormwood Soames, Covinhas McSquirt, Rowlf o Cachorro, Beauregard, Miss Piggy, Link Hogthrob, Dr. Julius Strangepork, Dora, Scooter, Gonzo the Ótimo, papai

#### Muppet Mash
- Edição # 8 Parte 1: Chickens of The Night - Assim como Gonzo retorna de suas férias na Transilvânia, os Muppets estão seguindo as últimas tendências em entretenimento, apresentando um show com tema de vampiros. No entanto, porque Gonzo agora parece e age de forma diferente do que o habitual, todo mundo começa perguntando se ele passa a ser na verdade um vampiro! Outros sketches incluem "Casey Was a Bat", "Henhouse of Horror", "Gourmet Time with The Swedish Chef", "Veterinarian's Hospital" com Fozzie como o paciente, "Link Hogthrob: Monster Smasher" e "Entrevista com um Gonzo".[5][6]
  - Personagens - Gonzo, o Grande, Pops, Kermit, o Sapo, Statler e Waldorf, Urso Fozzie, Miss Piggy, Camila, a Galinha, Floyd Pepper, Janice, Scooter, Sam Eagle, Dr. Teeth, Chef sueco, Rowlf the Dog, Hilda, Wuffles, Animal, Bunsen Honeydew, Link Hogthrob, Dr. Julius Strangepork, Beauregard, Hunchback, Rizzo the Rat
- Edição # 9 Parte 2: That's a Wrap - Statler e Waldorf descobrem que seu ato favorito, Calistoga Cleo e os Faraós, vai se apresentar no The Muppet Show . Outros esboços incluem um monólogo de Fozzie Bear, "In the Praise of Older Men", "Muppet Labs", "Link Hogthrob, Monster Smasher" e "The Pyramid of Geezer".
  - Personagens - Statler e Waldorf, Caco, o Sapo, Sra. Keppel, Calistoga Cleo e os Faraós, Miss Piggy, Poob, Fozzie Bear, Scooter, Bunsen Honeydew, Béquer, Floyd Pepper, Gonzo, o Grande, Link Hogthrob, Dr. Julius Strangepork, Janice, Pops
- Edição 10: Parte 3: Monster Munch - o lendário cantor Howlin 'Jack Talbot é o convidado musical no The Muppet Show . Dr. Teeth e o Electric Mayhem têm o prazer de se apresentar com Howlin 'Jack Talbot. Durante a música, Howlin 'Jack Talbot deixa o palco e um lobo aparece no palco, fazendo com que o Electric Mayhem pense que Howlin' Jack Talbot é um lobisomem. Outros esboços incluem "Chapeuzinho Vermelho", "Doggone Dallas Blues", "Muppet Labs", "Crypt-Kicker Kate", "Link Hogthrob, Monster Smasher" e "The Monster Munch".
  - Personagens - Mildred Huxtetter, Pops, Howlin 'Jack Talbot, Dr. Teeth, Janice, Floyd Pepper, Zoot, Animal, Rizzo the Rat, Wuffles, Bunsen Honeydew, Beaker, Statler e Waldorf, Scooter, Miss Piggy, Link Hogthrob, Dr. Julius Strangepork, Lonesome Stranger, Sweetums, Gonzo, o Grande
- Edição # 11: The Curse of Beaker - Dr. Bunsen Honeydew decide inventar uma versão robótica do Beaker para dar ao verdadeiro Beaker uma pausa de seu trabalho.

### The Four Seasons
- Edição # 12: Spring Muppets - Coronel Marmaduke Bunch e Meredith Gorilla estrela convidada. Floyd Pepper se refere a eles como "o maior ato de música e dança baseado em primatas no showbiz". Meredith e Animal se apaixonam para desespero de seu ex-amante, Bruce. Animal acaba deixando-a depois que ela estraga sua bateria por tocar muito duro, e ela volta com Bruce.
  - Personagens - Kermit, o Sapo, Animal, Coronel Marmaduke Bunch, Meredith, o Gorila, Floyd Pepper, Dr. Teeth, Janice, Zoot, Scooter, Statler e Waldorf
- Questão # 13: Summer Muppets - Os Muppets fazem um show na praia. Antes de irem para a praia, Fozzie recebe uma carta do The Whatnot Theatre oferecendo-lhe um emprego de verão. Fozzie aceita, mas como ele e Scooter deveriam fazer uma atuação juntos, Scooter tem que fazer um teste para um substituto. Embora seja verão, eventualmente neva quando Scooter encontrou um substituto em Frosty the Polar Bear . Enquanto isso, no Whatnot Theater, Fozzie considera que o elenco é muito semelhante à dos Muppets como Dermot the Dog (um cão paródia de Caco, o Sapo), senhorita Tiggy (a tigre paródia de Miss Piggy), Doutor Tongue, Bonzo, o Grande ( uma versão em macaco de Gonzo), uma paródia de cenoura de Animal que joga as colheres e uma paródia de buldogue britânico de Sam, a Águia (até usar a bandeira da Union Jack). Fozzie descobre que seu show substitui o castor residente Ozzy (que está saindo por causa de uma oportunidade maior). Fozzie eventualmente retorna aos Muppets já que muitos dos Whatnots acreditam que seu show é o que os performers fazem até que algo melhor apareça enquanto Fozzie sempre viu o que ele faz como o que ele é, mas não faria de outra forma.
  - Personagens - Kermit the Frog, Fozzie Bear, Scooter, The Whatnot Show Performers (Dermont the Dog, Miss Tiggy, Ozzy Beaver, Bonzo the Great, Dr. Tongue, uma paródia de cenoura de Animal, uma paródia bulldog britânico de Sam Eagle ), Frosty o urso polar, Miss Piggy, Gonzo, Bunsen Honeydew, Beaker, Statler e Waldorf, Beauregard, Pepe the King Prawn
- Questão # 14: Fall Muppets - Pops recebe uma carta do Stage Doorman Union informando-o de que as regras do sindicato exigem que ele se aposente quando tiver sua idade, algo que ele realmente não quer fazer. Pops treina seu sobrinho Nat Crotchet para assumir suas funções enquanto Gonzo reúne a gangue para uma reunião onde pretendem trocar a certidão de nascimento de Pops e então distrair o sindicato antes que percebam que o nome não é dele. No entanto, ninguém no teatro tem sua certidão de nascimento, exceto Miss Piggy (que não está animada em ter que usar sua certidão de nascimento, mas também precisa examinar vários arquivos para encontrá-la). Eventualmente, Pops encontra sua certidão de nascimento e ele descobre que ele é cinco anos mais novo do que pensava (Pops parou de comemorar seu aniversário e esqueceu quantos anos ele realmente tinha) e não precisa se aposentar. Nat Crotchet revela a Caco que Pops mentiu sobre sua idade quando se juntou ao exército, mas sofreu perda de memória e erroneamente pensou que ele realmente tinha a idade que mentiu sobre ser. Nat havia encontrado a certidão de nascimento verdadeira de Pops e foi trocá-la em seu escritório para que Pops encontrasse, uma habilidade que aprendera quando era espião (que não mencionou aos outros).
  - Personagens - Kermit the Frog, Pops, Nat Crotchet, Gonzo, Miss Piggy, Link Hogthrob, Dr. Julius Strangepork, Fozzie Bear, Statler e Waldorf, Dr. Teeth, Floyd Pepper, Animal, Janice, Zoot
- Questão # 15: Winter Muppets - Para o Natal, Miss Piggy encomenda visco e planeja levar Caco sob o visco com ela. Enquanto isso, Caco não quer dar um presente para Miss Piggy (já que Piggy presumirá que qualquer coisa que ele der a ela terá algum significado). Ele decide que todos os Muppets terão Papai Noel Secreto, mas Caco acaba desenhando o nome de Miss Piggy e vice-versa.
  - Personagens - Caco, o Sapo, Miss Piggy, Scooter, Fozzie Bear, Statler e Waldorf, Sam Eagle, Link Hogthrob, Dr. Julius Strangepork, Rowlf the Dog, Sweetums, Bunsen Honeydew, Beaker, Bobby Benson

## Títulos de spin-off

### Muppet Robin Hood (4 edições)
Uma adaptação de Robin Hood com Kerm, o Sapo, no papel de Robin de Loxley enquanto ele e seus Merry Men enfrentam o Príncipe John (interpretado por Johnny Fiama), o Sheriff of Nottingham (interpretado por Sam Eagle) e o perverso Gonzo of Gisbourne (interpretado por Gonzo, o Grande).

#### Elenco
- Kermit, o Sapo - Robin Hood
- Sam Eagle - Xerife de Nottingham
- Gonzo, o Grande - Gonzo de Gisbourne
- Robin the Frog - Squirt
- Miss Piggy - Maid Marian
- Hilda - Cliente da empregada doméstica Marian (edição nº 1)
- Sweetums - Little John
- Louis Kazagger - Ele mesmo (edição 1)
- Scooter - Filho de Much the Miller
- Janice - Willa Scarlet
- Rowlf the Dog - Alan-a-Dale
- Lew Zealand - Rico, o Peixeiro
- Chef sueco - ele mesmo
- Mildred Huxtetter - Lady Marian's Lady-in-Waiting (edições # 2 e 3)
- Johnny Fiama - Príncipe John (questões # 2-4)
- Sal Minella - Sir Sal (questões # 2-4)
- Link Hogthrob - Sir Swineman of the Sword (edição # 2)
- Urso Fozzie - Friar Tuck (questões # 2-4)
- Tio Mortal - Capitão da Guarda (edição # 2)
- Behemoth - Guarda (edição 2)
- Blue Frackle - Guarda (edição # 2)
- Frackle Verde - Guarda (edição # 2)
- Pepe, o Camarão - Rei - Rei Ricardo (edição 3)
- Dr. Teeth - Crusader (edição 3)
- Floyd Pepper - Crusader (edição nº 3)
- Zoot - Crusader (edição 3)
- Animal - Cruzado (edição # 3)
- Honeydew de Bunsen - ele mesmo (edição # 3)
- Copo - ele mesmo (edição 3)
- Pops - Equipe do concurso de tiro com arco (edição nº 3)
- Clifford - Equipe do concurso de tiro com arco (edição nº 3)
- Crazy Harry - Archer (edição 3)
- Shakey Sanchez - Archer (edição 3)
- George, o zelador - Arqueiro (edição 3)
- Mahna Mahna - Archer (edição 3)
- Bobo, o Urso - Arqueiro (edição 3)
- The Muppet Newsman - Narrador
- Statler e Waldorf - lendários cavaleiros imortais

Aparições de Cameo de Nigel (o de Muppets Tonight, edição # 2), Wayne e Wanda (edição # 2), Bean Bunny (edição # 3), os Snowths (edição # 3), Lubbock Lou (edição # 3), vovô (edição nº 3), Zeke (edição nº 3), Beauregard (edição nº 4), Spamela Hamderson (edição nº 4), Fleet Scribbler (edição nº 4) e Andy e Randy Pig (edição nº 4)

### Muppet Peter Pan (4 edições)
Uma adaptação de Peter Pan com Kermit, o Sapo no papel-título, Miss Piggy como Piggytink, Janice, Scooter e Bean Bunny como as crianças Queridas, e Gonzo como Capitain Gonzo .

#### Elenco
- Kermit, o Sapo - Peter Pan
- Miss Piggy - Piggytink
- Janice - Wendy Darling
- Scooter - John Darling
- Bean Bunny - Michael Darling
- Gonzo, o Grande - Capitão Gonzo
- Sam Eagle - Narrador, Sr. Darling
- Frango Camila - Nana
- Rizzo o Rato - Sr. Smee
- Sweetums - Sr. Starkey
- Bunsen Honeydew - Pirata
- Taça - Pirata
- Lew Zealand - pirata
- Statler e Waldorf - Piratas
- Floyd Pepper - Firecheeks Floyd
- Dr. Teeth - Sua Alta Grooviness Dr. Goldentooth
- Zoot - Zoot Runningmouth
- Animal - Aquele-que-corre-com-tubarões
- Chef sueco - Wagon-Chef
- Urso Fozzie - Tootles
- Rowlf the Dog - ligeiramente
- Pepe, o Rei Camarão - Nibs
- Louis Kazagger - ele mesmo

### Muppet KingArthur (4 edições)
Uma adaptação do Rei Arthur com Kermit, o Sapo no papel-título.

#### Elenco
- Kermit, o Sapo - Rei Arthur
- Miss Piggy - Morgana le Fay
- Sam Eagle - Sir Sam of Eagle
- Robin, o Sapo - Mordred
- Janice - Senhora do Lago
- Rowlf the Dog - Merlin
- Urso Fozzie - Sir Percival
- Gonzo, o Grande - Sir Lancelot
- Frango Camilla - Lady Guinevere
- Animal - Sir Gawain

Cameo appearances by Delbert the La Choy Dragon (on a shield), a Skeksis from The Dark Crystal, Lew Zealand, Zoot, Floyd Pepper, Dr. Teeth, Slim Wilson, Statler and Waldorf, Pigs, Penguins, Rizzo the Rat, Seymour the Elephant, Foo-Foo, Sweetums, Link Hogthrob, Dr. Julius Strangepork, Clueless Morgan, Catgut the Cat from The Muppet Musicians of Bremen, Leroy the Donkey from The Muppet Musicians of Bremen, T.R. the Rooster from The Muppet Musicians of Bremen, Rover Joe the Dog from The Muppet Musicians of Bremen, Mahna Mahna, the Snowths, Beauregard, Bunsen Honeydew, Beaker, Gaffer the Cat, Sir Cumnavigate, Teporter, Sir Mount, Crickets, Geri and the Atrics, Baskerville the Hound, Sir Render, Susan Boil, Swedish Chef, Sal Minella, Bobo the Bear, Hilda, Mildred Huxtetter, Angel Marie, Doglion, Camels, Camel Lot Owner, Tin Man, a Dragon, Scooter, Pepe the King Prawn, Professor Phineas A. Plot, Angus McGonagle, Lips, Quongo the Gorilla, Thog, Kangaroo, Marvin Suggs, Louis Kazagger, Crazy Harry, Uncle Deadly, Bobby Benson, Koozebanian Phoob, Mean Mama, Lou, Gladys, Jim, Pops, Whatnots, Frackles, Cows, and Horses.

### Muppet Snow White (4 edições)
Uma adaptação de Branca de Neve com Spamela Hamderson como personagem-título.

#### Elenco
- Spamela Hamderson como Branca de Neve
- Miss Piggy como a Rainha
- Caco, o Sapo como o Príncipe
- Fozzie Bear como espelho mágico
- Gonzo, o Grande, como Jacob Grimm
- Rizzo o Rato como Wilhem Grimm
- Dr. Teeth como Doc
- Floyd Pepper as Grumpy
- Janice tão feliz
- Animal as Sneezy
- Zoot as Sleepy
- Lábios Tímidos
- Scooter como Dunga
- Rowlf, o cão, como o idiota substituto
- Sweetums como o Huntsman
- Pepe o Camarão Rei como Agente de Spamela
- Bobo o urso como ele mesmo
- Statler e Waldorf como Tio Grumpier e Grumpiest
- Link Hogthrob como o rei
- Big Mean Carl como Sir Carl o Big Mean Dwarf Eater

Aparições em cameo de Foo-Foo, Beauregard, Sam Eagle, Uncle Deadly, Crazy Harry, Dead Tom de Muppet Treasure Island, Headless Bill de Muppet Treasure Island, Marvin Suggs, Angus McGonagle, Bobby Benson, Johnny Fiama , Wayne e Wanda, Mahna Mahna, The Snowths, Sal Minella, Bad Polly, Clueless Morgan, Mad Monty, Annie Sue, Bunsen Honeydew, Beaker, Thog, Doglion, Timmy Monster, The Mutations, Behemoth, Beautiful Day Monster, Blue Frackle, Green Frackle, Big V, Gorgon Heap, Luncheon Counter Monster e o Dragão da Bela Adormecida .
Houve também breves vislumbres de Ace Yu de Dog City, Bugsy Them de Dog City, Clifford, Mean Mama, Beard de The Jim Henson Hour, Slim Wilson, o Yoda Muppet de It's a Very Merry Muppet Christmas Movie, Ernst Stavros Grouper (menção apenas), Howard Tubman, Rhonda the Raccoon do Animal Show de Jim Henson, Morton the Beaver do Animal Show de Jim Henson, Carter, Baskerville the Hound, Angel Marie e Banana Nose Maldonado.

### Muppet Sherlock Holmes (4 edições)
Uma adaptação de Sherlock Holmes com Gonzo como personagem-título, Fozzie Bear como Dr. Watson, Kermit the Frog como Inspetor Lestrade e Miss Piggy em várias interpretações femininas.

#### Elenco
- Gonzo, o Grande, como Sherlock Holmes
- Fozzie Bear como Dr. Watson
- Kermit, O Sapo como Inspetor Lestrade
- Miss Piggy como Irene Adler, enfermeira Placibo, várias lideranças femininas
- Janice como Helen Stoneleigh
- Rowlf the Dog como Mycroft Holmes
- Wayne como noivo de Julia Stoneleigh
- Mel de bunsen
- Taça
- Wanda como Julia Stoneleigh
- Wolfgang, o Selo da Vila Sésamo
- Angus McGonagle
- Rizzo, o Rato, como Dr. Roylott
- Nigel, o Maestro, como mordomo do Dr. Roylott
- Link Hogthrob como Duque Wilhelm Ornstein
- Pepe the King Prawn como Jabes Wilson
- Tio Mortal como Duncan Ross / Professor James Moriarty
- Sam Eagle como Sr. Musgrove
- Bean Bunny as Spaulding

Aparições em camafeu de Animal, Floyd Pepper, Mahna Mahna e Scooter e Skeeter.

## Recepção
Dan Crown do IGN deu à primeira edição uma nota 8,2 em dez, dizendo "A ideia de usar um show de comédia de esquetes como um veículo para várias e únicas histórias em quadrinhos é inspirada no limite. Este livro não é apenas engraçado, em alguns aspectos é revolucionário".
Eye on Comics deu ao primeiro número um 9/10.